# Kubán (Gulkévichi, Krasnodar)
Kubán (del ruso: Кубань) es un posiólok del raión de Gulkévichi del krai de Krasnodar, en el sur de Rusia. Está situado 22 km al oeste de Gulkévichi y 135 km al este de Krasnodar, la capital del krai. Tenía 2 586 habitantes en 2010.
Es cabeza del municipio Kubán, al que pertenecen asimismo Dalni, Mirni, Novoivánovski, Podlesni, Sovetski, Trudovói y Urozhaini.

## Historia
Era la sede del sovjós Kubán.